# Vlag van kraj Stavropol
De vlag van kraj Stavropol is in gebruik sinds 15 mei 1997. De vlag is goud (geel) met een wit Scandinavisch kruis. Langs de hijslijn zijn de verhoudingen 55:41:55 en over de hele lengte van de vlag 75:45:130. Goud herinnert eraan dat kraj Stavropol een zonnige zuidelijke regio is, symboliseert de regio van het gouden oor en het gouden vlies en markeert de verheven positie van Stavropol. In het midden van het kruis staan de wapens van de regio, waaronder een kaart van het krai. Een kruis markeert de stad Stavropol als het religieuze centrum van de regio en geeft de betekenis van de naam weer: "Stad van het Kruis". Het wapen toont ook een fort met een weg ernaartoe en wordt bekroond door een Russische keizerlijke dubbelkoppige adelaar die een schild draagt met St.-George die de draak verslaat.